# Margaritopsis huallagae
Margaritopsis huallagae là một loài thực vật có hoa trong họ Thiến thảo. Loài này được (Standl.) C.M.Taylor mô tả khoa học đầu tiên năm 2005.